# Gambusia atrora
Gambusia atrora é um peixe da família dos pecílidos no ordem dos cyprinodontiformes.

## Morfologia
Os machos podem atingir os 3 cm de comprimento total.

## Distribuição geográfica
Encontram-se no México.